# Ömer Asan
Ömer Asan (ur. 28 maja 1961 w Trabzonie) – turecki folklorysta, fotograf i pisarz.

## Publikacje
- 1996 - Pontos Kültürü (praca folklorystyczna, ISBN 975-344-220-3)
- 2000 - Hasan İzzettin Dinamo (biografia)
- 2005 - Niko'nun kemençesi (opowiadania)